# Olav Lundanes
Olav Lundanes (født 11. november 1987) er en norsk orienterer, der løber for Halden SK. Han tog guld på langdistancen og sølv på stafet ved VM i 2010, sølv på stafet og bronze på mellemdistance ved VM i 2011, guld på langdistance og sølv på stafetten ved VM i 2012, guld på mellemdistancen og bronze på mellemdistancen ved VM i 2014. Samlet set har Lundanes vundet otte medaljer, heraf tre guldmedaljer ved VM i orientering. Inden han blev senior, tog han samlet set ni medaljer, heraf fire af guld, ved junior-VM i orientering over en treårig periode.